# Rusta
Rusta AB (publ) är ett svenskt detaljhandelsföretag, som erbjuder hem- och fritidsprodukter. Rusta grundades 1986. Företaget har sitt säte i Upplands Väsby.  
Konceptet bygger på enkla inköpsprocesser utan mellanhänder, ett brett sortiment och stora volymer. Kedjan har omkring 200 lågprisvaruhus i Sverige, Norge, Tyskland och Finland samt e-handel. 

## Historik och översikt
Det första Rusta-varuhuset öppnades 1986 av entreprenörerna Anders Forsgren och Bengt-Olov Forssell. År 2022 fanns cirka 190 varuhus i Sverige, Norge, Tyskland och Finland. Företaget har omkring 4 000 medarbetare. 
År 1998 öppnade Rusta ett inköps- och distributionskontor i Kina för att kunna kontrollera hela värdekedjan. Idag har Rusta tre sådana kontor i Vietnam, Indien och Kina. Dessa hanterar inköp, orderuppföljning, kvalitetskontroll och inspektion av produkter. Rusta marknadsför både egna och internationella varumärken. Inköpen sker i huvudsak genom direktimport från Europa och Asien eller direkt från tillverkare i Sverige. 
År 2018 köpte Rusta den finländska kedjan "Hong Kong" med 24 varuhus. Hong Kongs sortiment byttes till Rustas sortiment. Hong Kong-kedjan fortsatte med sitt tidigare namn fram till maj 2020, då namnet på alla butiker ändrades till Rusta.
Rusta noterades på Stockholmsbörsen med första handelsdag den 19 oktober 2023.

## Verksamhet
Varuhusen är ofta placerade utanför stadskärnorna där hyrorna är lägre och parkeringsplatserna fler.

### Butiker
| Butiker per land | Butiker per land |
| ---------------- | ---------------- |
| 31 mars 2023     |                  |
| Sverige          | 108              |
| Norge            | 43               |
| Finland          | 39               |
| Tyskland         | 7                |

## Kritik
Rusta var ett av flera svenska företag som 2012 kritiserades i en rapport från organisationen Swedwatch. Kritiken gällde de dåliga arbetsvillkor som gällde på de fabriker i Kina som tillverkar varor åt företagen.
Våren 2014 anmäldes Rusta till Diskrimineringsombudsmannen för homofoba trakasserier riktade mot en nyanställd. Företaget medgav de faktiska omständigheterna och har efter en förlikning betalat ersättning till den trakasserade mannen.

## Galleri

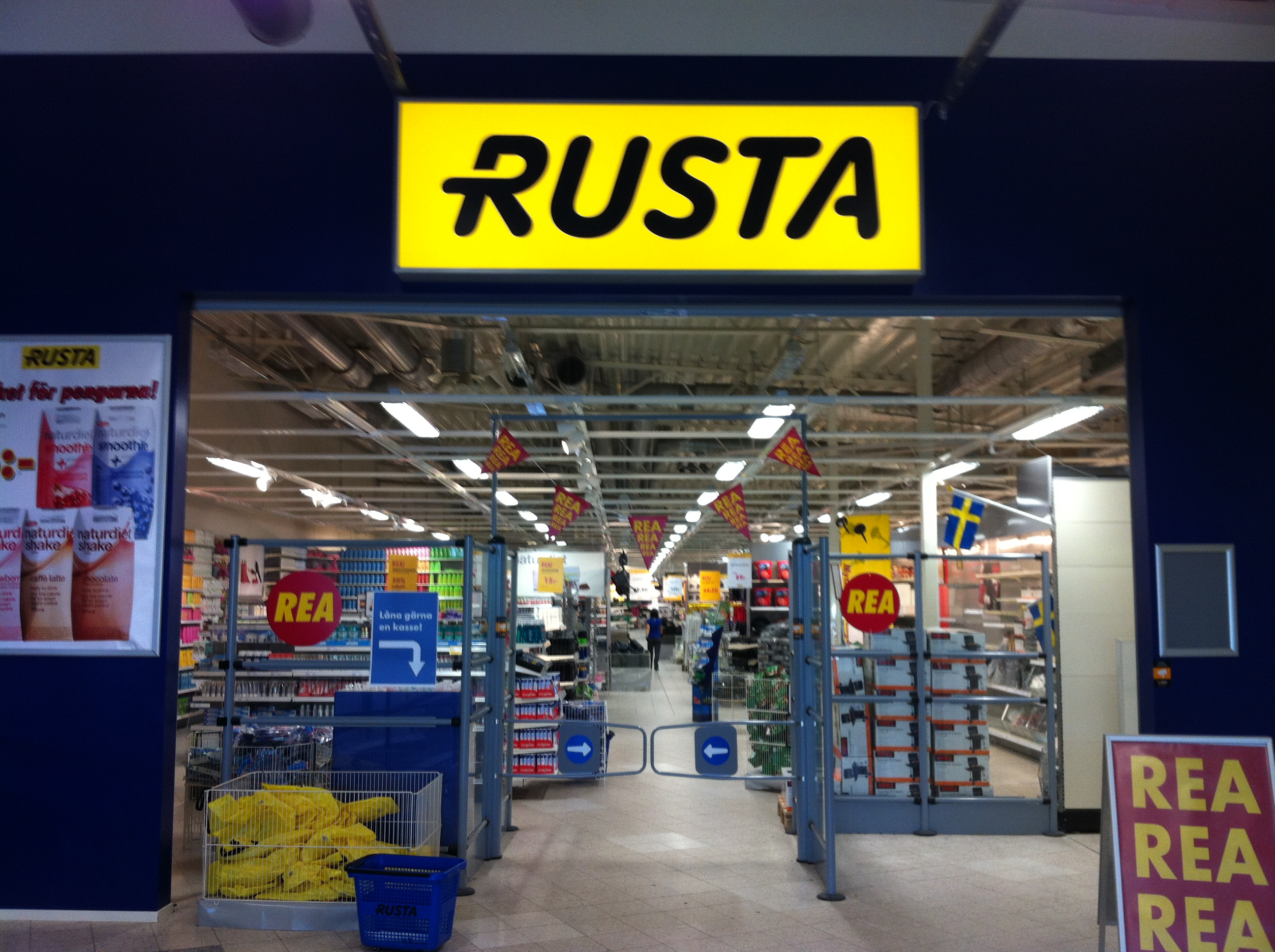
Rusta i Karlstad
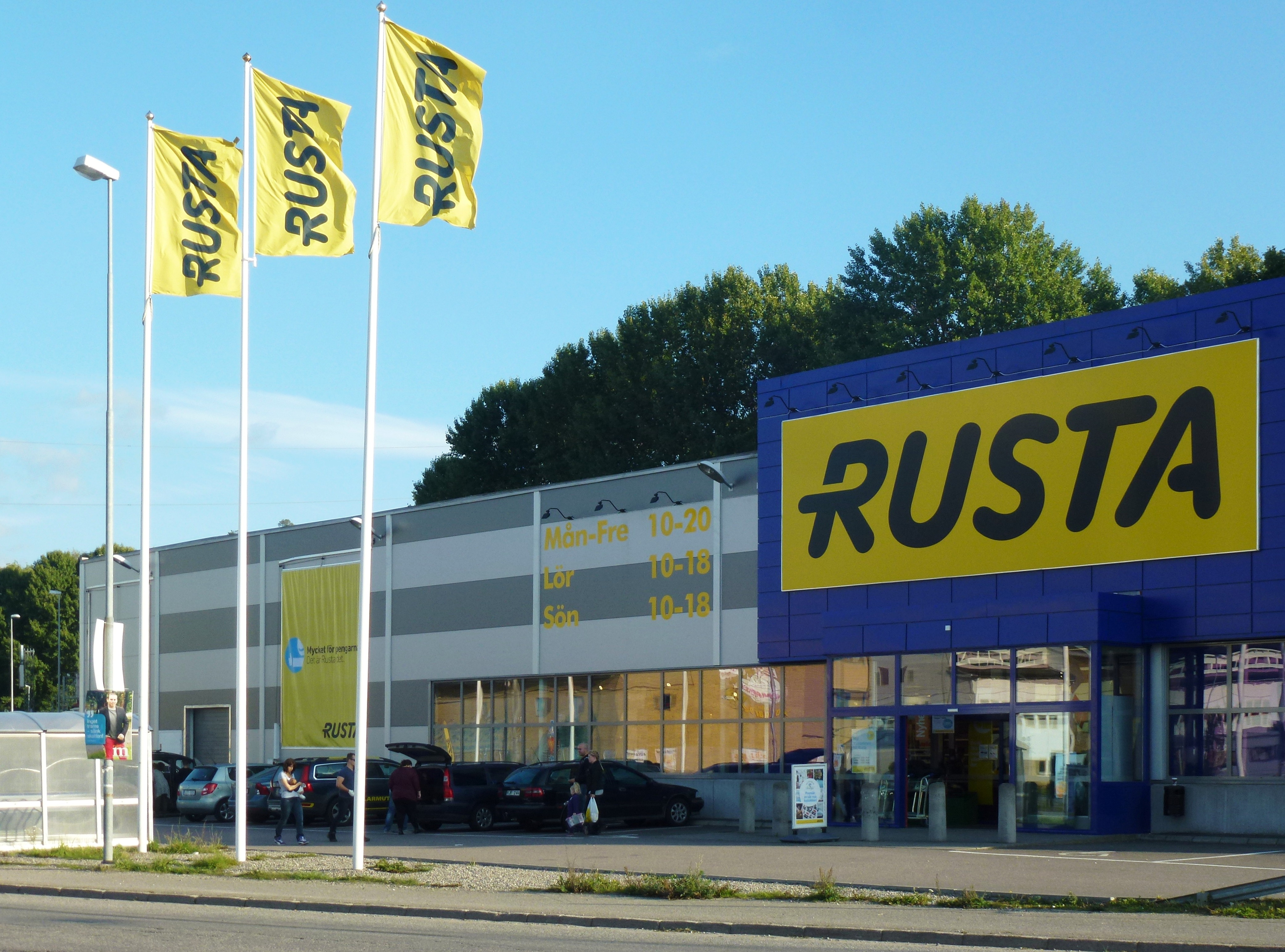
Rusta i Eriksbergs industriområde
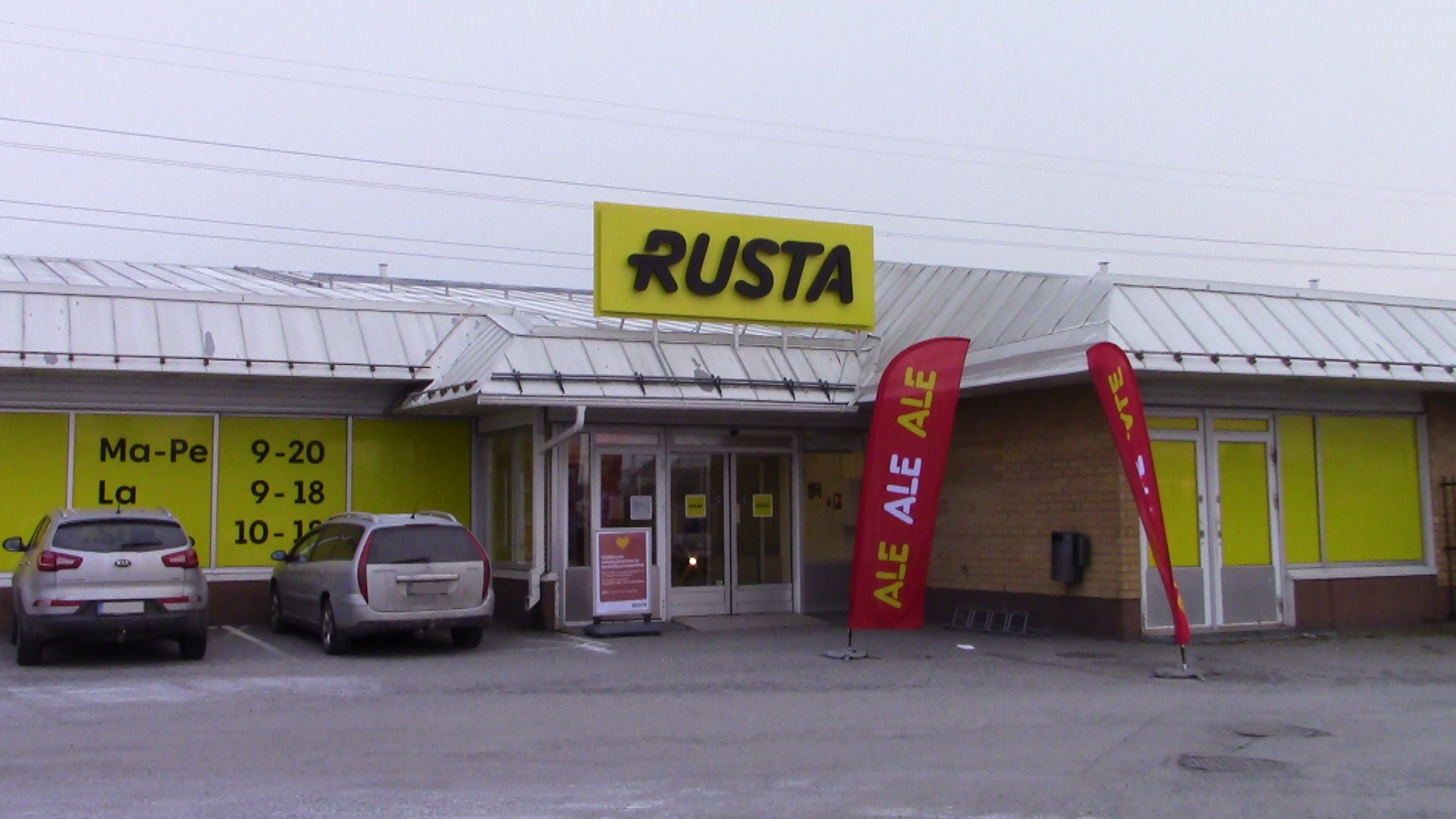
Rusta i Björneborg

## Källhänvisningar
1. 1 2  "Om Rusta". Arkiverad 26 januari 2015 hämtat från the Wayback Machine. Rusta.com. Läst 29 januari 2015.
2. ↑  Rusta AB (18 oktober 2023). ”Erbjudandepriset i Rustas notering fastställs till 45 kronor per aktie - handel på Nasdaq Stockholm inleds imorgon”. Pressmeddelande.  Läst 3 januari 2023.
3. ↑  ”Rusta: Butiker per land 7 september 2019”. www.rusta.com. Arkiverad från originalet den 9 april 2020. https://web.archive.org/web/20200409034137/https://www.rusta.com/se/information/varuhus/. Läst 7 september 2019.
4. ↑  TT (2012-06-26): "Kritik mot svenska företag i Kina". DN.se. Läst 30 januari 2015.
5. ↑  Rusta 2014/1603. 2014-10-23. Förlikning, Arkiverad 2 januari 2015 hämtat från the Wayback Machine. Diskrimineringsombudsmannen. Läst 29 januari 2015.
6. ↑  TT (2014-10-24): "Rusta erkänner diskriminering". DN.se. Läst 29 januari 2015.